# Тронцано (Асколи Пичено)
Тронцано (итал. Tronzano) насеље је у Италији у округу Асколи Пичено, региону Марке.
Према процени из 2011. у насељу је живело 30 становника. Насеље се налази на надморској висини од 400 м.